# Walter Kieber
Pour les articles homonymes, voir Kieber.
Walter Kieber, né le 20 février 1931 à Feldkirch en Autriche et mort le 21 juin 2014 à Vaduz (Liechtenstein), est un homme politique, chef du gouvernement du Liechtenstein de 1974 à 1978.

## Biographie
Membre du Parti progressiste des citoyens (Fortschrittliche Bürgerpartei), d'orientation conservatrice, Walter Kieber est simultanément chef du gouvernement, ministre des Affaires étrangères et des Finances de la principauté du Liechtenstein du 27 mars 1974 au 26 avril 1978. 